# Jean Margraff
Jean Alphonse Margraff (Graçay, 17 de febrer de 1876 - Lunéville, 11 de febrer de 1959) va ser un tirador d'esgrima francès que va competir a començaments del segle xx.
El 1920 va prendre part en els Jocs Olímpics d'Anvers, on disputà dues proves del programa d'esgrima. En la competició de sabre per equips guanyà la medalla de plata, mentre en la de sabre individual quedà eliminat en sèries.